# Paulão (basquetebolista)
Paulo Sérgio Prestes, mais conhecido por Paulão (Monte Aprazível, São Paulo, 15 de fevereiro de 1988), é um jogador de basquete brasileiro.

## Carreira
Paulão foi o 45ª do draft da NBA de 2010, pelo Minnesota Timberwolves. Ganhou a atenção dos recrutadores da NBA em 2007, quando liderou o Brasil ao quarto lugar do Mundial sub-19, disputado na Sérvia. Na oportunidade, Paulão anotou uma média de 23 pontos e 14,7 rebotes por jogo.
Após a participação no Torneio, passou por várias divisões menores do basquete espanhol. Na última temporada, finalmente, teve a oportunidade de atuar por um time da primeira divisão. Em 24 minutos por jogo, o pivô acumulou médias de 9,2 pontos, 7,3 rebotes e 57,1% de aproveitamento nos arremessos de quadra.

### Clubes
- 2004 — Liga Paulista - Garça RCG
- 2005 — Liga Paulista. COC Ribeirão Preto
- 2006 — BNL. BRA. COC Ribeirão Preto
- 2006-07 — ACB. Unicaja
- 2006-07 — LEB 2. Clínicas Rincón Axarquía
- 2007-08 — LEB Prata. Clínicas Rincón Axarquía
- 2007-08 — Unicaja. ACB e Euroliga
- 2008-09 — Clínicas Rincón Axarquía. LEB ouro
- 2009-10 — CB Murcia. ACB

### Campeonatos internacionais
- 2005 — Campeonato Sul-Americano Junior. Seleção Brasileira, na Venezuela. Medalha de bronze
- 2006 — Brasil. FIBA Américas Sub18, em San Antonio (EUA). Medalha de bronze
- 2006 — Campeonato Sul-americano. Seleção Brasileira, na Venezuela. Medalha de ouro
- 2007 — Brasil. Mundial Sub19, em Novi Sad (Sérvia)
- 2009 — Brasil. Jogos da Lusofonia, em Lisboa

### Principais conquistas
- 2005 — Campeonato Sul-Americano Junior. Seleção Brasileira, na Venezuela. Medalha de bronze.
- 2006 — Liga Sul-Americana. COC Ribeirão Preto. Vice-campeão.
- 2006 — Brasil. FIBA Américas Sub18, em San Antonio (EUA). Medalha de bronze
- 2006 — Campeonato Sul-Americano. Seleção Brasileira, na Venezuela. Medalha de ouro